# Dona nobis pacem
Dona nobis pacem (Dona noi la pace) è una cantata scritta da Ralph Vaughan Williams nel 1936 e eseguita per la prima volta il 2 ottobre di quell'anno.

## Storia
Il lavoro fu commissionato per celebrare il centenario della Huddersfield Choral Society. Vaughan Williams portrò il suo appello per la pace, riferendosi alle recenti guerre, mentre crescevano le paure di una nuova. I suoi testi sono tratti dalla messa, da tre poesie di Walt Whitman, da un discorso politico e sezioni della Bibbia. A.V. Butcher ha analizzato l'uso di Vaughan Williams delle poesie di Whitman in questa composizione.
L'opera è realizzata per coro e grande orchestra, con soprano e baritono solisti. La frase Dona nobis pacem (Dona noi la pace), in diversi contesti, punteggia l'intero pezzo.

## Struttura
Il lavoro è articolato in sei parti, eseguite senza soluzione di continuità:

### 1. Agnus Dei
Il testo latino proviene dall'ultimo movimento della Messa cattolica romana. Il soprano introduce il tema, cantandolo sopra l'orchestra e il coro. Il testo si traduce come "Agnello di Dio, donaci la pace".

### 2. Beat! Beat! Drums!
La seconda sezione è basata sulla prima poesia di Whitman. Il testo descrive i tamburi e le trombe della guerra che esplodono attraverso porte e finestre, sconvolgendo la vita pacifica di congregazioni della chiesa, studiosi, coppie di sposi e altri civili.

### 3. Riconciliazione
Il movimento usa l'intera seconda poesia di Whitman. Il baritono solista introduce la prima metà della poesia, che il coro riecheggia e varia. Il baritono continua quindi con il resto della poesia, seguito dal coro che presenta una nuova variante della prima metà. Alla fine il soprano ripete una variazione del Dona nobis pacem del primo movimento, svettando in modo inquietante sopra le linee finali del coro.
Beautiful that war and all its deeds of carnage must in time be utterly lost,

That the hands of the sisters Death and Night incessantly softly wash again

and ever again, this soiled world;

For my enemy is dead, a man divine as myself is dead,

I look where he lies white-faced and still in the coffin - I draw near,

Bend down and touch lightly with my lips the white face in the coffin.»
Bello che la guerra e tutti i suoi atti di carneficina debbano nel tempo essere completamente perse,

Che le mani delle sorelle Morte e Notte lavino incessantemente di nuovo dolcemente

e sempre ancora, questo mondo sporco;

Perché il mio nemico è morto, un uomo divino come me è morto,

Guardo dove giace bianco e ancora nella bara - Mi avvicino,

Mi piego verso il basso e tocco leggermente con le mie labbra la faccia bianca nella bara.»

### 4. Canto funebre per due veterani
Il movimento usa la maggior parte della poesia di Whitman. Fu composto originariamente nel 1914 e successivamente incorporato in Dona nobis pacem. Qui i tamburi ritornano, ma ora in un canto funebre per il padre e il figlio, "caduti insieme", avendo marciato in una "triste processione" verso la loro "nuova doppia tomba", sovrastata dalla "luna immensa e silenziosa". Tuttavia, nonostante tutta la solennità, le note di speranza nel poema di Whitman sono impostate come un peana crescente, come per rassicurarci che abbiamo davvero imparato dalla carneficina della prima guerra mondiale.

### 5. L'istesso tempo
La quinta sezione, che non ha titolo, inizia con il baritono solista e una citazione dal discorso di John Bright con il quale aveva cercato di prevenire la Guerra di Crimea ("L'angelo della morte è stato all'estero in tutto il paese..."). Il movimento prosegue con cupe citazioni dal Libro di Geremia, con soprano e coro che intervengono con l'appello di Dona nobis pacem.

### 6. Poco animato
Il movimento continua quindi con testi più ottimisti, tra cui una breve ambientazione in inglese dell Gloria. Termina con una coda silenziosa di Dona nobis pacem, introdotta nuovamente dal soprano, aggiungendo il coro per completare il brano. Alcune registrazioni e alcune edizioni dividono l'ultimo movimento in due parti, tra la fine della citazione di Geremia e l'ingresso del baritono con le parole O uomo, molto amato, non temere!

## Incisioni
- BBC Music MM340 (incluso con BBC Music Magazine, Vol. 20 n. 4, gennaio 2012): BBC Symphony Orchestra e il BBC Chorus, Ralph Vaughan Williams, Direttore; Renée Flynn, soprano; Roy Henderson, baritono. Registrato davanti a un pubblico nella Concert Hall, BBC Broadcasting House, 13 novembre 1936.[2]
- EMI CDM 7 69820 2: London Philharmonic Orchestra, Sir Adrian Boult, direttore; London Philharmonic Choir; Sheila Armstrong, soprano; John Carol Case, baritono.
- Philips, SGL 5876 (LP originale): Utah Symphony Orchestra; Maurice Abravanel, direttore[3]
- Chandos CHAN 8590: Edith Wiens, Brian Raynor Cook; London Philharmonic Orchestra; London Philharmonic Choir; Bryden Thomson, direttore
- Naxos Catalogue n. 8.572424: Bach Choir, Bournemouth Symphony Orchestra, direttore David Hill (direttore del coro); Christina Pier, Matthew Brook. Pubblicato il 29 marzo 2010. c/w Sancta Civitas